# Khansama
Khansama è un sottodistretto (upazila) del Bangladesh situato nel distretto di Dinajpur, divisione di Rangpur. Si estende su una superficie di 179,72 km² e conta una popolazione di 171.764  abitanti (censimento 2011).